# Coya (Piloña)
Coya ist eine von 24 Parroquias in der Gemeinde Piloña der autonomen Region Asturien in Spanien.
Die 376 Einwohner (2011) leben in 17 Dörfern auf einer Fläche von 11,22 km2. Infiesta, die Verwaltungshauptstadt der Gemeinde, ist 5 km entfernt. Der Río Piloña fließt durch die Parroquia.

## Sehenswürdigkeiten
- Kirche „Iglesia de San Martin“ in Coya
- 200 Jahre alte Wassermühle „Molino El Rosequín“ in Coya
- mehrere alte Hórreos im gesamten Parroquia

## Dörfer und Weiler in der Parroquia
- Bargaedo – 37 Einwohner 2011 43° 19′ 19″ N, 5° 35′ 27″ W
- Monte – 72 Einwohner 2011 43° 21′ 38″ N, 5° 24′ 7″ W
- Mures – 39 Einwohner 2011 43° 21′ 47″ N, 5° 25′ 27″ W
- Serpiedo (Sarpiéu) – 18 Einwohner 2011 43° 21′ 58″ N, 5° 24′ 2″ W
- Villabajo – 76 Einwohner 2011 43° 22′ 8″ N, 5° 24′ 23″ W
- Villarriba – 95 Einwohner 2011 43° 22′ 0″ N, 5° 25′ 4″ W
- La Baraya – 6 Einwohner 2011
- Brañaviella (Brañavieya) – unbewohnt 2011
- Bustiello – unbewohnt 2011
- La Cabaña – 2 Einwohner 2011
- El Canello (El Caneyu) – 2 Einwohner 2011
- La Caneya – 15 Einwohner 2011
- La Carabaña – 9 Einwohner 2011
- La Cotariella – unbewohnt 2011
- La Gallera – 1  Einwohner 2011
- Gamonedo – unbewohnt 2011
- Tranvarria (Trambarría) – 4 Einwohner 2011